# PCLKC
La protocadherina-24 es una proteína que en el ser humano está codificada por el gen PCDH24.

## Interacciones
Se ha demostrado que PCLKC interactúa con MAST2.